# Osięciny
Osięciny is een dorp in het Poolse woiwodschap Koejavië-Pommeren, in het district Radziejowski. De plaats maakt deel uit van de gemeente Osięciny en telt 2700 inwoners.

## Verkeer en vervoer
- Station Osięciny